# チャン・サントクヒ
チャン・サントクヒことチャンドリカペルサド・サントクヒ（オランダ語: Chandrikapersad "Chan" Santokhi、1959年2月3日 - ）は、スリナムの政治家。2020年7月16日より同国大統領。日本の報道ではサントキとも表記される。
2005年より2010年まで法務・警察大臣、2011年より進歩改革党(VHP)議長。2020年総選挙を野党・VHP議長として率い、21議席を獲得し第1党となった。同年7月13日、スリナム議会にて次期大統領に選出された。